# François de Coligny d'Andelot
François de Coligny d'Andelot (Châtillon-Coligny, 18 april 1521 - Saintes (Charente-Maritime), 27 mei 1569) was een Frans edelman, de jongste van de broers Coligny. Hij was een militair leider van de hugenoten in de eerste drie Hugenotenoorlogen.

## Biografie
Hij werd geboren in een adellijke familie in Bourgondië. Zijn ouders waren Gaspard I van Coligny en Louise van Montmorency, de zus van Anne de Montmorency. Hij was de jongere broer van Odet de Coligny en Gaspard de Coligny.

### Calvinist
François d'Andelot was de eerste van de drie broers Coligny die zich bekeerde tot het calvinisme. Hij las hij de Bijbel in de gevangenis van Milaan, waar hij vanaf 1551 gevangen zat. Hij maakte er waarschijnlijk ook kennis met geschriften van de Frans-Zwitsere theoloog Johannes Calvijn. Hij kwam vrij in 1556 en twee jaar later kwam hij openlijk uit voor zijn geloof. Hij organiseerde toen preken tijdens zijn reis van Parijs naar Bretagne. Dit leidde ertoe dat hij gevangen werd gezet op bevel van koning Hendrik II. Nadat zijn vrouw Claude de Rieux en zijn broer Odet, toen kardinaal de Châtillon, op hem hadden ingepraat, ging hij ermee akkoord om een katholieke mis bij te wonen in ruil voor zijn vrijlating. Maar hij viel zijn geloof niet af. Zijn invloed was groot bij de overgang van zijn broer, Gaspard de Coligny, naar het calvinisme.

### Hugenotenoorlogen
In 1562 braken de Hugenotenoorlogen uit. De vurige François d'Andelot was de katholieke provocaties beu en stemde voor de gewapende strijd. Het kasteel van Tanlay in Bourgondië, eigendom van François, werd het hoofdkwartier van de protestanten in deze fase van de oorlog. Gaspard de Coligny was meer bedachtzaam en nam pas na lang aarzelen deel aan de strijd. 
François d'Andelot werd kolonel generaal van de infanterie en betoonde zich een bekwaam militair leider. Volgens katholiek legerleider Frans van Guise was hij zelfs hun beste man. Bij het begin van de oorlog werd François d'Andelot naar de Duitse landen gestuurd om troepen te werven. Hij keerde pas terug in november, maar was erg verzwakt door koortsaanvallen. Hierdoor kon hij nauwelijks meedoen aan de Slag bij Dreux in december. In de lente van 1563 verdedigde hij Orléans tegen het leger van Frans van Guise.
Tijdens de Tweede Hugenotenoorlog leidde hij het leger dat Poissy innam (1567). Het jaar erop leidde hij de protestantse troepen bij hun oversteek van de Loire. En in 1569 nam hij deel aan de Slag bij Jarnac, waar de leider van de hugenoten, Lodewijk I van Bourbon-Condé, de dood vond. François d'Andelot stierf zelf nog geen drie maanden later aan een koortsaanval. Hij werd 48 jaar oud.
- Bibliothèque nationale de France: cb17054049g (data)
- Gemeinsame Normdatei: 140898395
- International Standard Name Identifier: 0000 0000 7736 7311
- Library of Congress Control Number: nr2006014096
- Système universitaire de documentation: 200537040
- Virtual International Authority File: 56571771
- WorldCat: E39PBJk8Yj6966bdFPjPHKrg8C